# Monochord

Monochord (z greki: monos – jeden, chordé – struna) – w starożytnej Grecji instrument muzyczny i jednocześnie przyrząd mierniczy służący do określania stosunków długości struny do wysokości dźwięku. Jego wynalezienie przypisuje się Pitagorasowi ok. połowy VI w. p.n.e.

## Charakterystyka

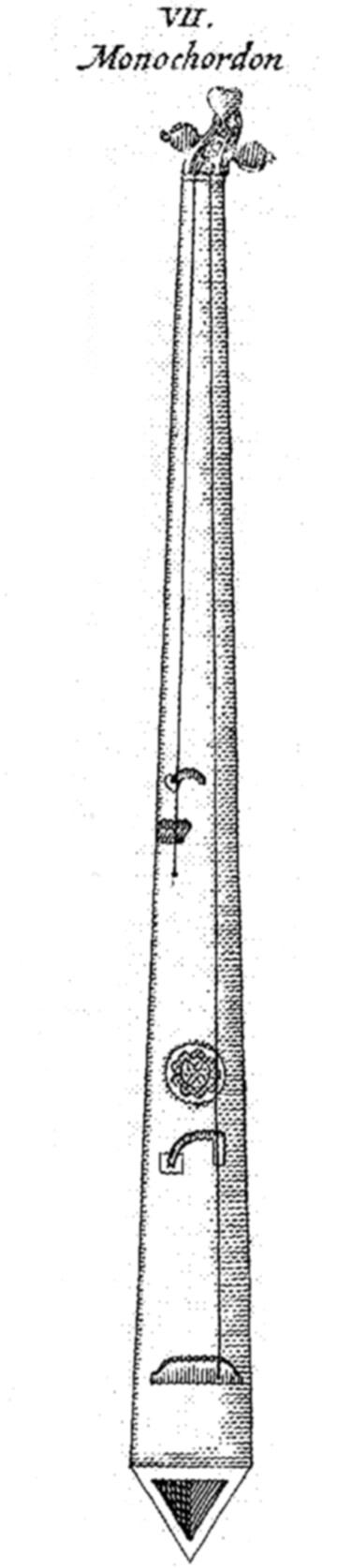
Monochord z XVII w.

Zbudowany z pudła rezonansowego opatrzonego jedną struną na przesuwalnym podstawku (bloczku), pozwalającym na zmianę dźwięków. Można było zagrać na nim jednocześnie tylko jeden dźwięk, ponadto przesuwanie podstawka uniemożliwiało precyzyjną zmianę dźwięku i nie można było uniknąć glissanda. Przesuwanie podstawka powodowało też piski; by je zatuszować Ptolemeusz radzi, by grać z aulosem lub syringą (grecką fletnią pana). Wykorzystywany był głównie przy nauce śpiewu.
Do celów muzycznych używany był również w średniowieczu, np. skandynawski psalmodikon. W średniowieczu monochordem nazywano tubmarynę, instrument smyczkowy mający również jedną strunę.
Od monochordu pochodzi klawikord, wykorzystujący podobną zasadę konstrukcyjną. Funkcję przesuwanego podstawka pełnią klawisze i tangenty. W początkowym okresie istnienia (do XV w.) klawikord nazywano monochordem.
Monochordem nazywa się również jednostrunowe skrzypce.

## Przyrząd mierniczy
Jako przyrządu (występował również pod nazwą kanon) używano go w ten sposób, że przy pomocy podstawka dzielono strunę na odcinki o różnej długości i następnie w sposób geometryczny mierzono, a potem oznaczano wysokość odpowiednich dźwięków. Badania takie przeprowadzał m.in. w IV w. p.n.e. Euklides, który ich wyniki zawarł w traktacie Katatomé kanonos (Podział monochordu).